# 木原志乃
木原 志乃（きはら　しの、1969年 - ）は、日本の哲学研究者。博士（文学）（京都大学・2003年）。國學院大學文学部哲学科教授。専門分野は、西洋古代哲学・古代ギリシア医学思想史。

## 経歴
1969年大阪生まれ。2003年京都大学大学院文学研究科博士課程修了、京都大学より博士（文学）の学位を取得。2005年國學院大學文学部講師。2007年國學院大學文学部准教授。

## 著書
- 『流転のロゴス—ヘラクレイトスとギリシア医学』昭和堂、2010

### 訳書
- ガレノス『ヒッポクラテスとプラトンの学説〈1〉』内山勝利共訳、京都大学学術出版会〈西洋古典叢書〉、2005
- カーク・レイヴン・スコフィールド『ソクラテス以前の哲学者たち 第二版』共訳、京都大学学術出版会、2006
- 『アリストテレス全集　魂について・自然学小論集・気息について』中畑正志・坂下浩司共訳、岩波書店、2014